# 안드레 진
코퀴야드 안드레 진(영어: Andre Jin Coquillard 앤드리 진 코퀴야드[*], 1991년 1월 15일~)은 대한민국의 럭비 선수로 한국 이름은 김진이다. 미국인 아버지와 한국인 어머니 사이에서 태어났다. 서울에서 태어나 유치원도 한국에서 다녔으며, 그의 어머니는 대한민국의 1세대 모델인 김동수로 1980~90년대 국내와 국외에서 활동했다. 2017년 8월 특별 귀화 자격으로 대한민국 국적을 취득했으며, 2020년 하계 올림픽 대한민국 남자 럭비 국가대표로 출전했다.
6월 24일 코퀴야드 안드레가 전 여자친구를 상대로 성폭행 시도 후 폭행 혐의로 체포됐다. 

## 학력
- 캘리포니아 대학교 버클리 정치외교학과

## 텔레비전 프로그램
- 2017년 E채널 《노는브로》 - 게스트
- 2021년 tvN 《유 퀴즈 온 더 블럭》 - 게스트
- 2021년 KBS2 《슈퍼맨이 돌아왔다》 게스트
- 2021년 JTBC 《뭉쳐야 찬다2》 - 고정출연
- 2022년 JTBC 《전설체전》 - 고정출연 (2022년 1월 11일 ~ 현재)
- 2024년 NETFLIX 《피지컬: 100 시즌 2 - 언더그라운드》 - 고정출연
- 2024년 MBC 뉴스 https://imnews.imbc.com/replay/2024/nwdesk/article/6613060_36515.html